# Northern Cordilleran Volcanic Province

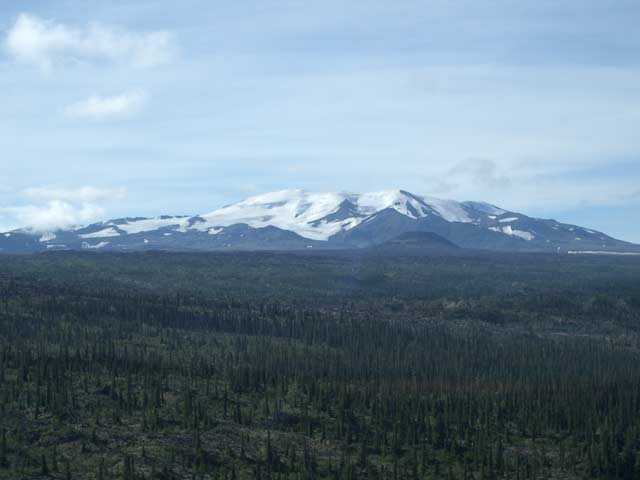
Mount Edziza, ein Schichtvulkan in der Provinz

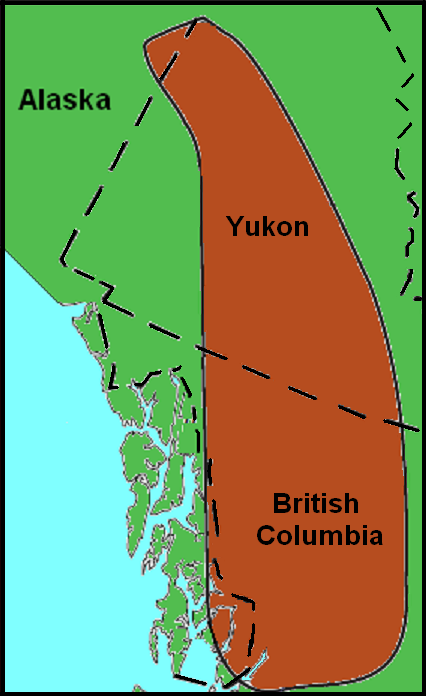
Karte des nordwestlichen Nordamerika; die Northern Cordilleran Volcanic Province ist braun markiert.

Die Northern Cordilleran Volcanic Province (NCVP), früher als Stikine Volcanic Belt bezeichnet,:1280,1286,1287,1290‒1293 ist eine geologische Provinz, die durch das Vorkommen miozäner bis holozäner Vulkane im Pazifischen Nordwesten von Nordamerika definiert ist. Dieser Vulkangürtel erstreckt sich in einem hunderte Kilometer breiten Korridor grob nordnordwestwärts vom nordwestlichen British Columbia und dem Alaska Panhandle durch Yukon bis zum Southeast Fairbanks Census Area im fernen Osten Alaskas. Es ist die jüngste definierte vulkanische Provinz in der Westlichen Kordillere. Sie entstand durch einen Dehnungsbruch des nordamerikanischen Kontinents – ähnlich wie andere Vulkanzonen an Land wie die Basin and Range Province und der Ostafrikanische Graben. Obwohl sich der Name von der Western Cordillera (dt. Westliche Kordillere) ableitet, handelt es sich eher um eine geologische Kategorie als um eine geographische. Im südlichsten Teil der NCVP finden sich mehr und größere Vulkane als im Rest der Provinz; im Norden ist sie weniger klar umrissen und bildet einen großen Bogen, der westwärts durch das zentrale Yukon schwenkt.
Mindestens vier große Vulkane sind in der Northern Cordilleran Volcanic Province zu finden, der Hoodoo Mountain in den Boundary Ranges, der Mount Edziza Volcanic Complex auf dem Tahltan Highland sowie der Level Mountain und der Heart Peaks auf dem Nahlin Plateau. Diese vier Vulkane haben Volumina von jeweils mehr als 15 km³; der Level Mountain als ältester und größter umfasst eine Fläche von 1800 km² und ein Volumen von mehr als 860 km³. Neben den großen Vulkanen gibt es in der gesamten Northern Cordilleran Volcanic Province mehrere kleinere Vulkane, darunter Schlackenkegel, die in der ganzen Vulkanzone weit verbreitet sind. Die meisten dieser kleinen Kegel waren die Orte einer einzigen Eruption; dies steht im Gegensatz zu den größeren Vulkanen, die auf mehr als eine Eruption in ihrer Geschichte zurückgehen.
Die Northern Cordilleran Volcanic Province ist Teil eines Gebietes mit intensiven Erdbeben und vulkanischer Aktivität rund um den Pazifik, das als Pazifischer Feuerring bezeichnet wird. Die Northern Cordilleran Volcanic Province wird allgemein als Teil einer Lücke im Feuerring zwischen dem weiter südlich gelegenen Cascade Volcanic Arc und dem nördlich gelegenen Aleutenbogen angesehen. Die NCVP wird jedoch als Heimstatt von über 100 einzelnen Vulkanen angesehen, die in den letzten 1,8 Millionen Jahren aktiv waren. Mindestens drei von ihnen brachen in den vergangenen 360 Jahren aus, was die Provinz zum vulkanisch aktivsten Gebiet in Kanada macht. Ungeachtet dessen hat die spärlich vorhandene Bevölkerung nur wenige Eruptionen beobachten können, weil die Gegend sehr entlegen ist und die Vulkane unregelmäßig aktiv sind.

## Geologie

### Herkunft und chemische Zusammensetzung

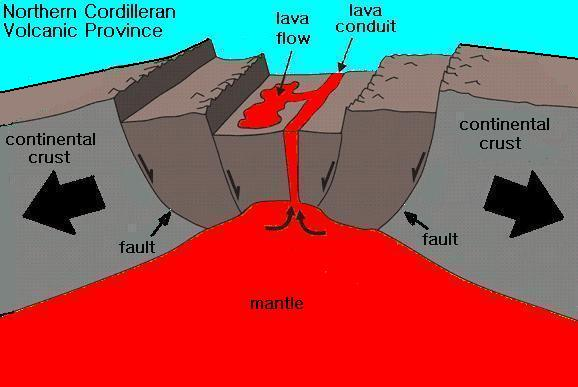
Der Grabenbruch der Northern Cordilleran Volcanic Province

Die Northern Cordilleran Volcanic Province war eine Zone aktiven Vulkanismus' seit sie vor 20 Millionen Jahren entstand. Anders als in anderen Teilen des Pazifischen Feuerrings liegt der Ursprung der NCVP im Gebiet eines kontinentalen Grabenbruchs, wo die Erdkruste und Lithosphäre auseinandergezogen werden. Die Abweichung zu anderen Teilen des Pazifischen Feuerrings besteht darin, dass letzterer aus großen Vulkanbögen besteht, die bei der Subduktion der ozeanischen Kruste an Tiefseerinnen entlang der  Kontinentalränder rund um den Pazifik entstanden sind. Die kontinentale Kruste in der Northern Cordilleran Volcanic Province wird mit einer Rate von etwa 2 cm pro Jahr gedehnt. Dieses einsetzende Rifting entstand im Ergebnis des nordwärts gerichteten Gleitens der Pazifischen Platte entlang der Queen-Charlotte-Verwerfung auf ihrem Weg zum Aleutengraben, welcher sich entlang der Südküste von Alaska und der angrenzenden Gewässer südlich der Halbinsel Kamtschatka erstreckt. Im Ergebnis ist der Vulkanismus in der NCVP auch nicht mit einem Backarc-Becken-Vulkanismus gekoppelt. Wenn die aufgestaute Energie plötzlich in unregelmäßigen Intervallen bei einer Rutschung der Platte entlang der Verwerfung freigesetzt wird, können sehr schwere Erdbeben ausgelöst werden wie das Erdbeben vor den Queen Charlotte Islands 1949 mit einer Magnitude von 8,1. Da diese Fernfeld-Kräfte die Kruste an der Nordamerikanischen Platte dehnen, zerbrechen die Gesteine nahe der Oberfläche entlang tief reichender Verwerfungen parallel zum Grabenbruch. Heißes Magma steigt zwischen den Rissen auf und erzeugt passive oder effusive Eruptionen. Vulkane in der Northern Cordilleran Volcanic Province sind entlang sich leicht nordwärts verschiebender Abschnitte angeordnet, welche im Norden der vulkanischen Provinz unzweifelhaft in sich nordwärts verschiebende Grabenstrukturen einbezogen werden, wozu auch synvulkanische Gräben und Gräben mit einer Haupt-Verwerfung entlang nur einer Grenze („Halb-Gräben“) gehören. Gräben sind Hinweise auf Spannungs-Kräfte und Krusten-Dehnungen.
Zwei wichtige, hunderte Kilometer lange, nordwärts strebende Verwerfungen erstrecken sich entlang der Northern Cordilleran Volcanic Province. Diese beiden Fels-Objekte, die sogenannten Tintina- und Denali-Verwerfungssysteme, waren seit der Kreidezeit tektonisch als Blattverschiebung aktiv. Die Denali-Verwerfung im Westen und die Tintina-Verwerfung im Osten sind nahezu 2000 km lang und erstrecken sich vom nördlichen British Columbia bis nach Zentral-Alaska. Zu den anderen Vulkanismus auslösenden Mechanismen in der Northern Cordilleran Volcanic Province gehören Mantel-Plumen, Ruckzug von Vereisungen und Schollen-Fenster, obwohl kontinentales Rifting die genaueste Erklärung für den Vulkanismus in der Zone liefert. Dies wird dadurch gestützt, dass die Magmen hauptsächlich alkalisch sind, wozu alkalische und peralkalische Gesteinstypen gehören, und dass das hauptsächlich auftretende räumlich-zeitliche Muster des Vulkanismus in der Mitte der vulkanischen Provinz zu finden ist, was von einer Bewegung nach Süden, Norden und möglicherweise Nordosten gefolgt wird. Außerdem ist der Hitzestrom in der Northern Cordilleran Volcanic Province stark, seismische Aktivität fehlt großräumig und die längste Epoche vulkanischer Aktivität korreliert mit einer Zeitverzögerung der reinen Erweiterung zwischen Pazifischer und Nordamerikanischer Platte.

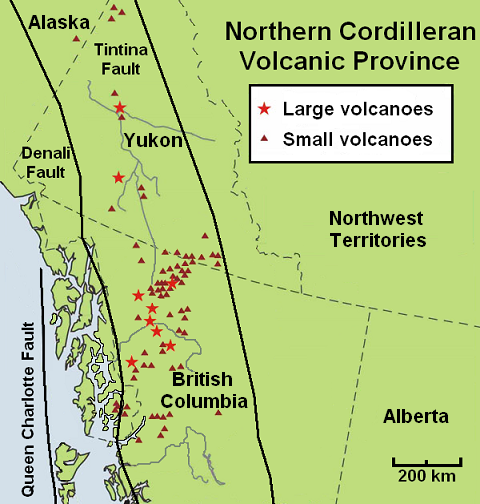
Kleinere und größere Vulkane der Northern Cordilleran Volcanic Province, einschließlich der Queen-Charlotte-, der Denali- und der Tintina-Verwerfung

Eine Palette eher stark alkalischer Gesteinstypen, die normalerweise nicht in der westlichen Kordillere gefunden werden, ist in der Northern Cordilleran Volcanic Province regional weit verbreitet. Dazu gehören Nephelinit- und Basanit- sowie die peralkalischen Phonolith-, Trachyt- und Comendit-Laven. Die Magnesiumoxid-reichsten Nephelinite, Basanite und alkalischen Basalte in der gesamten Northern Cordilleran Volcanic Province zeigen Gehalte an Spurenelementen sowie Isotopen-Zusammensetzungen, die folgerichtig sind, wenn eine  asthenosphärische Quelle wie die durchschnittlicher ozeanischer Insel-Basalte und weniger als fünf Millionen Jahre alter alkalischer Basalte aus der mit einem Grabenbruch in Zusammenhang stehenden Basin and Range Province der südwestlichen Vereinigten Staaten und des nordwestlichen Mexiko existiert. Eine hypothetische Erklärung für ozeanische Insel-Basalte im oberen Erdmantel unter der Northern Cordilleran Volcanic Province ist die Existenz eines Schollenfensters. Es gibt jedoch nicht sehr viel wahrnehmbare Evidenz für die Verbindung zwischen der Produktion von Magma im oberen Erdmantel und einem möglichen tektonischen System.
Die Existenz einer Verwerfung an der Westflanke des Mount Edziza Volcanic Complex wird normalerweise für die primäre strukturelle Evidenz für ein kontinentales Rifting in der Northern Cordilleran Volcanic Province gehalten. Jüngere Kartierungen und seismische Studien in den Coast Mountains haben jedoch die Anwesenheit von Sprödbrüchen im Zusammenhang mit dem Grabenbruch südwestlich der kleinen Gemeinde Stewart im Nordwesten von British Columbia dokumentiert. Aber diese Verwerfungen waren 1997 Gegenstand des Disputs bei Geologen, welche darlegten, dass diese Verwerfungen zuletzt vor 20 bis 5 Millionen Jahren aktiv waren. Eine Abfolge nordwärts strebender Verwerfungen wurde 1999 kartiert, die jüngere Bruchereignisse parallel zur Südwestgrenze der Northern Cordilleran Volcanic Province zu repräsentieren scheinen. Diese Rifting-bezogenen Verwerfungen könnten allenfalls vor fünf Millionen Jahren aktiv gewesen sein, und sie könnten auch Verbindungen mit miozäner oder jüngerer vulkanischer Aktivität in der Nachbarschaft des südlichen Teils der NCVP haben. Im Endeffekt könnten die Sprödbrüche mit ähnlichen nordwärts strebenden Richtungen sogar bis zur Westflanke des Mount Edziza Volcanic Complex reichen. Diese tektonischen Ereignisse halfen bei der Bildung der Struktur der Northern Cordilleran Volcanic Province.
Die Subduktion neben dem Westteil der Westlichen Kordillere endete vor 43 bis 40 Millionen Jahren. Dies führte schließlich zur Bildung eines Schollenfensters unter dem Nordteil der Westlichen Kordillere vor 10 Millionen Jahren und ermöglichte den Zugang zum relativ wenig aufgebrauchten oberen Erdmantel. Ein Umschalten der relativen Plattenbewegungen an der Queen-Charlotte-Verwerfung vor 10 Millionen Jahren produzierte folgerichtig Spannungen über den gesamten Nordteil der Westlichen Kordillere hinweg, was zu einer Ausdünnung der Erdkruste und einem druckentlastenden Schmelzen des ozeanischen inselbasaltartigen Mantels mit alkalischem Vulkanismus führte. Verschiedene Modell der Plattenbewegung zeigen einen Rückschlag auf die reine Kompression der Queen-Charlotte-Verwerfung irgendwann nach einem Zeitpunkt vor fünf Millionen Jahren. Obwohl kein ausgedehntes Rifting in der Northern Cordilleran Volcanic Province erkannt wurde, ist der Vulkanismus in den vergangenen 1,6 Millionen Jahren möglicherweise auf wiederholtes Aufwallen des oberen Erdmantels und begleitende Transtension in der gesamten Queen-Charlotte-Verwerfung zurückzuführen, die teilweise von zahlreichen von Ost nach West strebenden Bruchzonen aufgenommen wurden, welche sich über die gesamte Northern Cordilleran Volcanic Province erstrecken.
Die vulkanischen Objekte, aus denen die Northern Cordilleran Volcanic Province besteht, fügen sich widerspruchsfrei in die Rifting-Umgebung ein.:109,111,114,121,123,125,126,129 Alkalischer Basalt, weniger hawaiitische und basanitische Magmen aus effusiven Eruptionen schufen die mächtigen Schildvulkane und die kleinen Schlackenkegel in der vulkanischen Provinz, von denen einige aus Lherzolith-Magma bestehen. Felsische Magmen aus stärker viskosen Eruptionen schufen die mächtigen zentralen Vulkane und bestehen großenteils aus Trachyt-, Pantellerit- und Comendit-Laven. Die Entstehung dieser felsischen vulkanischen Objekte wird so verstanden, dass sie durch Fraktionierung hauptsächlich alkalischen basaltischen Magmas in Speichern der Erdkruste entstanden. Ein Gebiet kontinentalen Riftings wie die Northern Cordilleran Volcanic Province würde die Bildung leistungsstarker Speicher von geeigneter Größe und thermaler Aktivität unterstützen, welche langlebige Fraktionierung aufrechterhalten könnte.

### Dicke der Lithosphäre

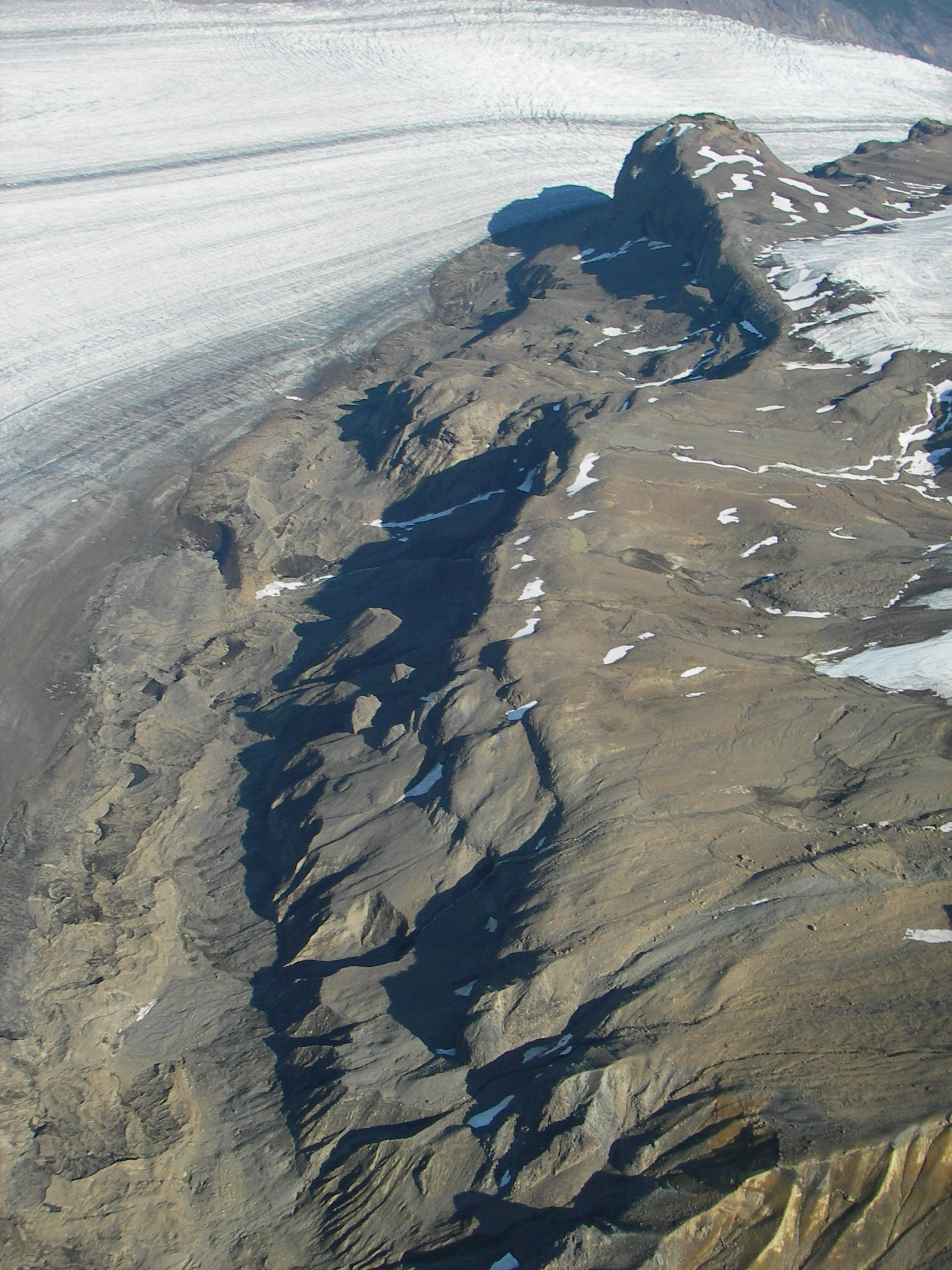
Exponierte Lavaströme an den Flanken des Hoodoo Mountain

Die Spannweite der Temperatur reicht von Xenolithen in der gesamten Northern Cordilleran Volcanic Province, die eine lockere Lithosphäre unter dem nördlichen Teil der vulkanischen Provinz und eine dichte Lithosphäre unter dem südlichen Teil anzeigen. Diese These wird durch die Messung eines geothermalen Gradienten unterstützt, der unter dem nördlichen Teil des NCVP größer als unter dem südlichen Teil ist. Ein größerer geothermaler Gradient würde anzeigen, dass ein Xenolith eine Temperatur von 900 °C aufweisen würde, die aus einer geringeren Tiefe stammt als einer aus einer Zone mit einem reduzierten geothermalen Gradienten, der ebenfalls eine Temperatur von 900 °C aufweisen würde.
Zur weiteren Evidenz einer Verdickung der Lithosphäre nahe dem mittleren Abschnitt des Stikinia-Terrans gehören die erhöhte Verschmelzung verwandter Einschlüsse mit Riesenkristallen aus Plagioklase in vulkanischen Gesteinen im südlichen Abschnitt der vulkanischen Provinz, welche evident für eine Magmaansammlung und Magmakristallisation in der Lithosphäre vor einem Vulkanausbruch sein könnte, und das eingeschränkte Vorhandensein von petrologisch entwickelten Gesteinstypen in der südlichen Hälfte der NCVP. Wenn das entwickelte Magma aus der Fraktionierung mafischen Magmas stammen sollte, die Fraktionierung mit der Verunreinigung der Lithosphäre einherginge oder vollständig aus der Schmelze der einbezogenen Lithosphäre stammte, würde ihr Vorhandensein eine dichtere Lithosphäre unter dem südlichen Teil der Northern Cordilleran Volcanic Province vermuten lassen.
Im Llangorse-Abschnitt des Atlin Volcanic Field im Nordwesten von British Columbia beschränkt eine Folge von Xenolithen die Dicke der Lithosphäre des Erdmantels der Northern Cordilleran Volcanic Province auf nur 18 km oder maximal 39 km. Die Analyse neuerer Daten, die im Zusammenhang mit Erdbeben im Südwesten der vulkanischen Provinz stehen, zeigt an, dass die Erdkruste unter dem Stikinia-Terran, welche das Grundgestein unter einer großen Zahl Vulkane im Süden der NCVP umfasst, ebenfalls dichter ist als die Erdkruste unter dem nahegelegenen Coast Plutonic Complex, welche aus einem ausgedehnten Gürtel granitischen und dioritischen Intrusivgesteins besteht, welches zusammengenommen mehr als 140 Millionen Jahre nahezu kontinuierlichen Magmatismus in Zusammenhang mit der Subduktion repräsentiert.

### Geologische Objekte

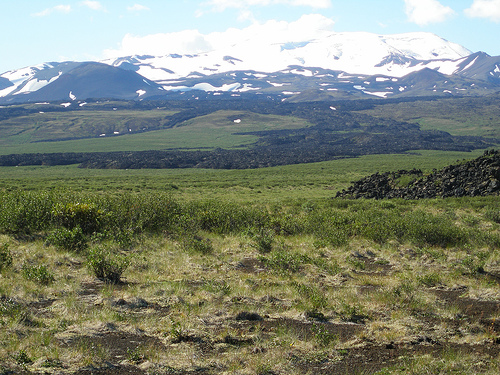
Lavaströme aus den Flanken des Mount Edziza

In der gesamten Northern Cordilleran Volcanic Province gibt es Thermalquellen, welche die unter der Provinz vorhandene magmatische Hitze anzeigen. Sie entstehen, wenn Wasser tief in die Erdkruste eindringt und durch die primäre magmatische Hitze aufgeheizt wird. Nach dem Aufheizen des Grundwassers steigt dieses als heiße Quelle zur Oberfläche auf. In einigen Fällen kann dieser Aufstieg in Dehnungsrissen erfolgen, die im Zusammenhang mit dem Rifting in der Northern Cordilleran Volcanic Province stehen. Die Lakelse Hot Springs nahe dem Lakelse Lake Provincial Park im nördlichen British Columbia werden als Beispiel dafür interpretiert. Mit einer Temperatur von 89 °C sind die Quellen die heißesten in Kanada. Es ist auch möglich, dass das mit der Eruption im Nass Valley vor 250 Jahren in Zusammenhang stehende Magma über dieselben nordwärts strebenden Spalten die Lakelse Hot Springs aufheizt. Thermalquellen gibt es auch im Iskut River Hot Springs Provincial Park und im Choquette Hot Springs Provincial Park im Nordwesten von British Columbia.
Xenolithe, also Gesteinsfragmente, die von umfangreicherem magmatischem Gestein umhüllt sind, sind in der Northern Cordilleran Volcanic Province weit verbreitet. Zu den Xenolithen, die aus der Erdkruste stammen, gehören reichhaltige Metamorphite und felsische Intrusionen. Granulitische Xenolithe existieren hauptsächlich im Fort Selkirk Volcanic Field in Zentral-Yukon, am Prindle Volcano im östlichsten Alaska und am Castle Rock sowie am Iskut River im nördlichen British Columbia. Felsische intrusive Xenolithe sind weit stärker verbreitet und stammen normalerweise von angrenzenden granitischen Intrusionen einschließlich solcher, welche die Coast Mountains formen. Mehr als 14 vulkanische Zonen in der gesamten Northern Cordilleran Volcanic Province enthalten Xenolithe, die aus dem Erdmantel stammen. Sie sind hauptsächlich im Yukon–Tanana-Terran, im Cache-Creek-Terran und an den Vulkanen, welche den paläozoischen und mesozoischen Stikinia-Terran belegen, lokalisiert. Sie bestehen aus Lherzolith, Harzburgit, Wehrlit, Dunit, Websterit und granatartig zusammengesetztem Pyroxenit. Die höchsten und die niedrigsten Temperaturen wurden durch die Zunahme der Mantel-Xenolithe nach Süden zu und deren Abnahme nach Norden zu dokumentiert. Mantel-Xenolithe am Prindle Volcano im östlichsten Alaska weisen die niedrigste Temperatur von 860 °C auf, während Mantel-Xenolithe vom Fort Selkirk Volcanic Field in Zentral-Yukon mindestens 960 bis 1050 °C heiß sind. Am Castle Rock im nördlichen British Columbia wurde die Maximaltemperatur von 1260 °C bei Mantel-Xenolithen gemessen; die Temperaturen bewegen sich im Bereich von 1000 bis 1260 °C. Die niedrigsten Xenolith-Temperaturen zeigen an, dass die Grenze zwischen Erdkruste und Erdmantel im nördlichen Teil der Northern Cordilleran Volcanic Province in der geringsten Tiefe liegt. Aus diesem Grund sind die Temperatur-Spannen für die nördlichsten Xenolith-Serien nur etwa halb so groß wie die im Süden der vulkanischen Provinz.

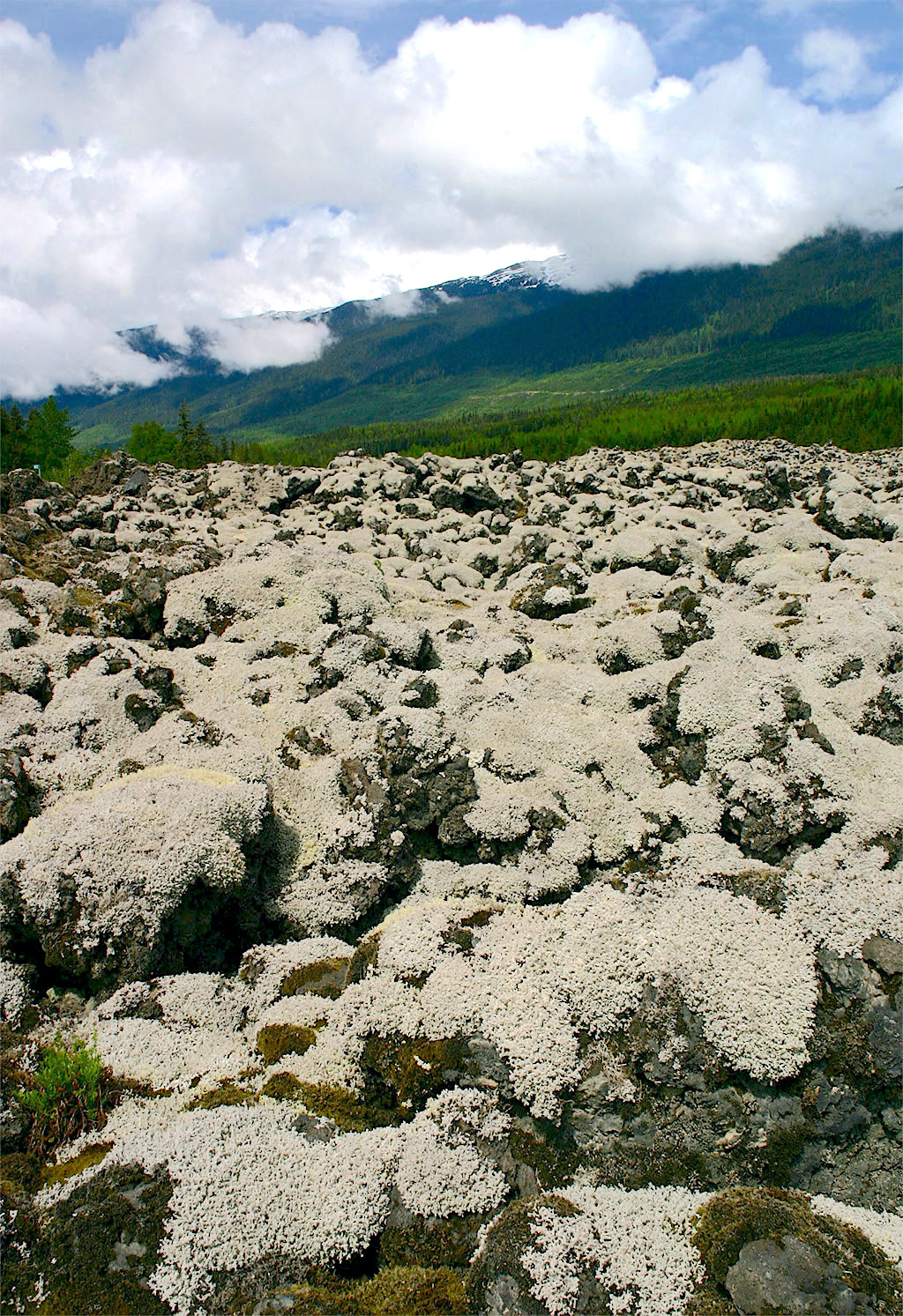
Landschaft eines Feldes mit basaltischer Lava im Nisga'a Memorial Lava Beds Provincial Park

Megakristalle, Kristalle oder Gesteinskörner, die bedeutend größer sind als die sie umgende Matrix werden häufig in den Lavaströmen der gesamten Northern Cordilleran Volcanic Province gefunden. Sie bestehen aus drei unterschiedlichen Gruppen, und zwar kaersutitischen Amphibol-Megakristallen, Klinopyroxen-Megakristallen und Plagioklase-Megakristallen. Megakristalle aus Kaersutit werden bekanntermaßen hauptsächlich am Llangorse Mountain im Norden von British Columbia gefunden. Schwarze glasige Klinopyroxen-Megakristalle sind in der gesamten Northern Cordilleran Volcanic Province weit verbreitet, was nahelegt, dass ihre Entstehung von der Lithosphären-Struktur unabhängig ist. Im Gegensatz dazu werden klare glasige Plagioklase-Megakristalle großenteils am südlichen Ende der NCVP und dort großenteils innerhalb der Grenzen des Stikinia-Terrans gefunden. Dies legt nahe, dass die Plagioklase-Megakristalle aus einer Quelle stammen, die Kontakt zur Lithosphäre hat, was auch Verunreinigung und Magmastau beinhaltet. Megakristalle aus Plagioklase und Klinopyroxen zeigen regional eindeutige Evidenz für eine Reaktion mit dem damit in Zusammenhang stehenden Magma, was wie ein Sieb texturierte Kerne und regellose, resorbierte und abgeschlossene äußere Grenzen mit einbezieht, wo immer sie lokalisiert sind.
Lavaröhren sind in der Northern Cordilleran Volcanic Province weit verbreitet und in der Zusammensetzung typischerweise basaltisch. Am Level Mountain erreichen die Lavaröhren einen bis zwei Meter Durchmesser. Diese verdanken ihren Ursprung hochflüssigen Laven mit Temperaturen von mindestens 1200 °C. Im Nisga'a Memorial Lava Beds Provincial Park im Nordwesten von British Columbia gibt es Lavaröhren, die während einer der jüngsten Eruptionen auf dem Gebiet des heutigen Kanada im 18. Jahrhundert entstanden. Der Verlauf des Lava Fork, eines Fließgewässers an der Grenze zwischen British Columbia und Alaska, ist von Lavaströmen beeinflusst, die aus einem jüngeren Vulkanausbruch stammen und nach dem Erkalten in darunter liegende Lavaröhren einbrachen. Teile dieser zusammgestürtzten Lavaröhren sind heute Gruben vulkanischen Ursprungs.
Ausgedehnte Gebiete nahezu ebener Lavaströme können in der gesamten Northern Cordilleran Volcanic Province Flächen von mindestens 100 km² bedecken und sind im Allgemeinen aus hochflüssiger basaltischer Lava entstanden. Lavaebenen von vor der letzten Kaltzeit sind jedoch inzwischen erodiert und von Gletschereis überformt, die diesen älteren Landschaften eine weniger einzigartige Form gaben. So enthalten zum Beispiel Lavabetten mit einem Alter von wenigstens einer Million Jahren in Zentral-Yukon lose glaziale Ablagerungen, welche zurückblieben, nachdem Gletschereis die Lavaströme überformt hatte.
Intrusionen aus Ganggesteinen in der Northern Cordilleran Volcanic Province sind in Gebieten mit stark ausgeprägtem Relief exponiert. Dazu gehören Schlotpfropfen vom Mount Edziza Volcanic Complex, der Level Mountain, der Hoodoo Mountain und solche in den Gebieten von Atlin und Maitland. Schlotpfropfen in den letztgenannten Gebieten bestehen aus olivinischem Nephelinit und basanitischen Magmen. Kleinere Pfropfen aus gabbroischem und granitischem Magma stehen mit der vulkanischen Stratigraphie am Mount Edziza Volcanic Complex und am Level Mountain in Zusammenhang.

### Terrane und Grenzen
Das Grundgestein der Northern Cordilleran Volcanic Province besteht aus vier großen Terranen, dem Stikinia-Terran, dem Cache-Creek-Terran, dem Yukon–Tanana-Terran und dem Cassiar-Terran. Stikinia ist eine Abfolge spätpaläozoischer und mesozoischer vulkanischer, plutonischer und sedimentärer Gesteine, die als in einem Inselbogen geschaffen interpretiert werden, welcher später entlang eines ehemals existenten Kontinentalrandes angeordnet war. Vom Cache-Creek-Terran glaubt man, er sei in einem damals bestehenden weiträumigen Seebecken entstanden. Er besteht aus spätpaläozoischer bis mesozoischer ozeanischer Melange und abyssalen Peridotiten, die jüngere granitische Intrusionen enthalten. Der Yukon–Tanana- und der Cassiar-Terran bestehen aus verschobenen sedimentären und metamorphen Gesteinen, die vom nordamerikanischen Kontinent stammen.
Die südliche Grenze der Northern Cordilleran Volcanic Province verläuft parallel zum südwestlichen Stikinia-Terran und ist durch separate Vulkanschlote und von der Erosion verschonte Laven südlich der kleinen Gemeinde Stewart charakterisiert. Die südliche Grenze verläuft auch parallel zu einer Lücke im zeitgenössischen Vulkanismus und zur vorgeschlagenen Nordgrenze der Cascadia-Subduktionszone, welche durch die ostwärts gerichtete Erweiterung der nördlichen Kante der in Subduktion befindlichen Juan-de-Fuca-Platte definiert wird. Diese beiden Zonen trennen die Northern Cordilleran Volcanic Province von den aktuell aktiven vulkanischen Zonen im Süden, wozu auch das weitläufige Chilcotin Plateau, der von Ost nach West strebende Anahim-Vulkangürtel und das monogenetische Wells Gray-Clearwater-Vullkanfeld im British Columbia Interior gehören. Die östliche Grenze wird vom Cassiar-Terran gebildet und grenzt an ein Cluster von Schlotpfropfen im zentralen British Columbia. Die nördliche und die westliche Grenze werden durch den Yukon–Tanana- und den Cache-Creek-Terran gebildet, wo es vulkanische Objekte im Osten Alaskas und verwitterte Überreste von Lavaströmen nördlich und westlich von Dawson City im westlich-zentralen Yukon gibt.

### Tintina- und Denali-Verwerfungszonen
Die Tintina- und die Denali-Verwerfung sind die größten Bruchzonen, die mit dem Grabenbruch der Northern Cordilleran Volcanic Province in Zusammenhang stehen, wobei sämtlicher Vulkanismus westlich der Tintina-Verwerfung und östlich der Denali-Verwerfung stattfindet. Physiographisch bildet die Tintina-Verwerfung den Northern Rocky Mountain Trench und den Tintina Trench, welcher die nördliche Erweiterung des ersteren darstellt. Die größten Raten der Blattverschiebung an der Tintina-Verwerfung traten wohl bei zwei heftigen Schüben in der mittleren Kreidezeit bzw. im frühen Känozoikum auf, wobei letzterer im Eozän stattfand. Seit der Kreidezeit hat die Tintina-Verwerfung einen Versatz von 450 km der Oberfläche erfahren, obwohl es Hinweise darauf gibt, dass es sogar 1200 km sein könnten. Der Versatz führte zu einer Nordwärtsbewegung der Northern Cordilleran Volcanic Province und der mit ihr zusammenhängenden Gebiete. Im Kontext der Plattentektonik ist die Blattverschiebung der Tintina-Verwerfung verbunden mit derjenigen der San-Andreas-Verwerfung und anderer ausgedehnter Blattverschiebungssysteme im westlichen Nordamerika.
Nach Westen zu ist die Denali-Verwerfung die Quelle kleinerer Erdbeben, die sich entlang der gesamten Verwerfung ereignen. Im Gegensatz zur Tintina-Verwerfung haben die Blattverschiebungen entlang der Denali-Verwerfung einen Versatz von mindestens 370 km an der Oberfläche zur Folge. Die Verwerfung trennt die Berge des Insular Belt von Bergen östlich von ihr. Tektonische Ereignisse im Insular Belt stehen ebenfalls mit der Bewegung entlang der Denali-Verwerfung in Zusammenhang.

## Namensgeschichte
Der Begriff Stikine Volcanic Belt wurde ursprünglich 1991 von Jack Souther und Christopher Yorath von der Geological Survey of Canada als Gruppe vulkanischer Ablagerungen rund um den Stikine River im Nordwesten von British Columbia definiert. Nachdem eine genauere Kartierung und Datierung der vulkanischen Ablagerungen in der Western Cordillera erfolgt war, wurde der Stikine Volcanic Belt erweitert, um auch die vulkanischen Ablagerungen mit einzubeziehen, die immer weiter von dem geographischen Gebiet entfernt waren, das sich mit dem Namen Stikine verbinden ließ. Aus teilweise diesem Grund definierten die Wissenschaftler Ben Edwards und James Russell das Vulkan-Gebiet als Northern Cordilleran Volcanic Province neu. Als geographische Beschreibung scheint der Name Stikine für entlang dem Yukon River exponierte vulkanische Gesteine ein wenig seltsam und verwirrend. Außerdem umfasst die Stikine Assemblage auch eine viel ältere Gruppe völlig unzusammenhängender Vulkanite, welche hauptsächlich in dem informell als Stikine Country bezeichneten geographischen Gebiet vorkommen. Northern Cordilleran Volcanic Province ist also ein weiter gefasster Name für ein größeres geographisches Gebiet, in welchem der jüngste Vulkanismus ähnliche Eigenschaften (hauptsächlich alkalische mafische vulkanische Gesteine), ein ähnliches Alter (Miozän bis Holozän) und einen ähnlichen tektonischen Rahmen (Transtension) aufweist.